# Ernst Ludvig von Putbus
Ernst Ludvig von Putbus, född 1649, död 1702 i Mitau, var en svensk friherre och militär.
Ernst Ludvig von Putbus var son till översten i nederländsk tjänst Erdman Ernst Ludvig von Putbus och Ursula Sopha von Putbus. Han var kapten vid Wrangels livkompani och kommendant i Wolgast, blev senare överstelöjtnant vid Riksänkedrottningens livregemente till fot och erhöll avsked 1681. von Putbus blev överste för ett svenskt regemente i Nederländerna 1688, en tjänst han tog avsked från 1694. Åren 1700–1702 var han överste och chef för Östgöta och Södermanlands tremänningsinfanteriregemente.